# Tabiang Banda Gadang
Tabiang Banda Gadang is een bestuurslaag in het regentschap Padang van de provincie West-Sumatra, Indonesië. Tabiang Banda Gadang telt 4931 inwoners (volkstelling 2010).